# Спомен-гробље у Сремској Митровици
Спомен-гробље у Сремској Митровици се налази поред старог православног гробља, на месту где су биле заједничке гробнице неколико хиљада погинулих и стрељаних током Другог светског рата. На овом месту подигнут је меморијални комплекс „Спомен-гробље“, на простору површине од око 12 хектара.
Спомен-гробље у Сремској Митровици је заштићено као знаменито место од великог значаја.

## Историјат
Спомен-гробље је уређено 1959. године према пројекту архитекте Богдана Богдановића, а свечано отварање одржано је 4. јула 1960. године. После је било обновљено и обогаћено новим садржајима, те се сматра потпуно завршеним од октобра 1981. године.

## Опис комплекса
Свака хумка посвећена је једној групи стрељаних, а на њиховим врховима постављена је бронзана форма разиграних пламенова. Хумке су груписане око правоугаоног централног дела на коме су постављена три коцкаста камена обележја. Прилазне стазе око хумки ниско су укопане у земљу и поплочане циглом. Непосредно на улазу у спомен-парк, десно од главне стазе, постављена на узвишење од земље, доминира урна од коване бронзе. Приликом реконструкције изведене 1979. године, спомен-парк допуњен је са још две хумке, а испред централног дела додат је лавиринт од ниског зеленог растиња, који наглашава улаз у светилишни део комплекса. У парку се налази више од стотину различитих врста високог дрвећа и шибља.

## Значај
Спомен-гробље у Сремској Митровици једно је од највећих губилишта Другог светског рата. Неколико хиљада житеља Срема сурово је мучено и убијено у јамама које су се налазиле непосредно уз православно гробље. Овде је убијен и сахрањен и сликар Сава Шумановић. На спомен-гробљу сахрањено је 308 бораца Народноослободилачке војске Југославије, 20 војника бугарске и 18 војника Црвене армије, као и четири народна хероја из Срема: Јанко Чмелик, Бошко Палковљевић Пинки, Слободан Бајић Паја и Станко Пауновић Вељко. На три камене плоче уклесан је текст Добрице Ћосића. Текст је изворно био исписан латиничним словима а након рестаурације под надлежношћу Завода за заштиту споменика културе у Сремској Митровици 2012. године слова су ћирилична. Такође је промењен оригинални текст који је наведен у цитату који следи. У њему је наиме, након поменуте рестаурације избачена реч - категорија "комунисти" и исписана реч "родољуби":

Овде су Немци и усташе од 1941. до 1944. године убили 7.950 људи и жена. Овде су измучене људе и жене по киши и снегу голе и босе бајонетима терали да сами себи ископају раку. Овде су рањене кречом поливали и живе закопавали. Овде су мученици у смрти чекали спас. Овде су над ракама пред бајонетима и митраљезима певајући гинули људи. Били су патриоти комунисти борци. Били су људи. Били су и јесу слобода, братство народа и наше достојанство— Радомир Прица, Спомен-гробље у Сремској Митровици, Сремска Митровица, 1980, 51.

## Галерија
- Станко Пауновић Вељко и Слободан Бајић Паја
- Јанко Чмелик и Бошко Палковљевић Пинки
- Тито у обиласку 1965.